# Albissola Marina
Albissola Marina (en ligur Arbisöa o A Mænn-a d'Arbisseua) és un comune italià, situat a la regió de la Ligúria i a la província de Savona. El 2015 tenia 5.487 habitants.

## Geografia
Té una superfície de 3,25 km² i limita amb Albisola Superiore i Savona.

## Evolució demogràfica
| Gràfica d'evolució de Albissola Marina entre 1861 i 2011 |
|                                                          |
| Font: ISTAT                                              |